# Hieracium altisorianum
Hieracium altisorianum es una especie de planta con flor del género Hieracium, de la familia Asteraceae, orden Asterales.

## Distribución
Hieracium altisorianum se distribuye por España.

## Taxonomía
Fue descrita científicamente por Mateo. Fue publicada en Flora Montiber. 62: 3 (2016).